# IC 5008
IC 5008 је спирална галаксија у сазвјежђу Паун која се налази на листи објеката дубоког неба у Индекс каталогу.
Деклинација објекта је - 72° 41' 40" а ректасцензија 20h 32m 44,7s. Привидна величина (магнитуда) објекта IC 5008 износи 14,9 а фотографска магнитуда 15,5. IC 5008 је још познат и под ознакама ESO 47-1, PGC 64929.